# مسابقات جهانی ژیمناستیک هنری (تیمی) ۱۹۹۴
مسابقات جهانی ژیمناستیک هنری ۱۹۹۴ سی‌امین دوره مسابقات جهانی ژیمناستیک هنری است که در دورتموند، آلمان از ۱۵ تا ۲۰ نوامبر ۱۹۹۴ میلادی فقط در بخش تیمی برگزار شده است.

## جدول مدال‌های مردان
| رتبه | کشور    | امتیاز   |
| ---- | ------- | -------- |
| ۱.   | چین     | ۲۸۳٫۳۳۳  |
| ۲.   | روسیه   | ۲۸۲٫۱۵۸  |
| ۳.   | اوکراین | ۲۸۱٫۰۸۶  |
| ۴.   | بلاروس  | ۲۸۰٫۹۷۳  |
| ۵.   | آلمان   | ۲۸۰٫۱۶۱  |
| ۶.   | ژاپن    | ۲۷۸٫۶۹۹  |
| ...  |         |          |
| ۱۴.  | سوئیس   | ۵۳۸٫۵۶۲* |

## جدول مدال‌های زنان
| رتبه | کشور                | امتیاز   |
| ---- | ------------------- | -------- |
| ۱.   | رومانی              | ۱۹۵٫۸۴۷  |
| ۲.   | ایالات متحده آمریکا | ۱۹۴٫۶۴۵  |
| ۳.   | روسیه               | ۱۹۴٫۵۴۶  |
| ۴.   | چین                 | ۱۹۴٫۱۳۲  |
| ۵.   | اوکراین             | ۱۹۱٫۷۳۴  |
| ۶.   | بلاروس              | ۱۸۹٫۰۲۱  |
| ...  |                     |          |
| ۱۳.  | آلمان               | ۳۶۱٫۶۲۶* |